# The Beatles (No. 1)
The Beatles (No. 1) — мини-альбом (EP), выпущенный группой «Битлз» 1 ноября 1963 года (на лейбле Parlophone, номер по каталогам — GEP 8883).
Данный альбом стал третьим мини-альбомом в официальной дискографии группы и был выпущен лишь в моно-версии. Кроме Великобритании, альбом был выпущен также в Аргентине и Новой Зеландии.
Поскольку мини-альбом содержал песни исключительно из альбома Please Please Me, вышедшего в начале того же года, обложка пластинки представляет собой фотографию, весьма похожую на ту, что использовалась на обложке оригинального студийного альбома.

## Список композиций
Две песни со стороны «А» написаны Ленноном и Маккартни; авторство песен со стороны «Б» указано отдельно. Все песни из мини-альбома были ранее выпущены на альбоме Please Please Me.
Сторона «А»
1. «I Saw Her Standing There» — 2:55
2. «Misery» — 1:47

Сторона «Б»
1. «Anna (Go to Him)»  (Артур Александер) — 2:54
2. «Chains»  (Джерри Гоффин, Кэрол Кинг) — 2:23

## Участие в британском чарте мини-альбомов
- Дата вхождения в чарт: 9 ноября 1963
- Высшая позиция: 2
- Всего времени в чарте: 29 недель[1]